# Bessvatnet
Bessvatnet is een klein meer in de bergen van Jotunheimen in de provincie Innlandet in Noorwegen in het nationaal park Jotunheimen. Het meer ligt halverwege de wandeling over de bergrichel Besseggen.
Het meer is genoemd naar de rivier Bessa. De naam van de rivier is afgeleid van het oude Noorse woord voor beer bersi.
Vatnet betekent 'water' of 'meer'.

## Galerij

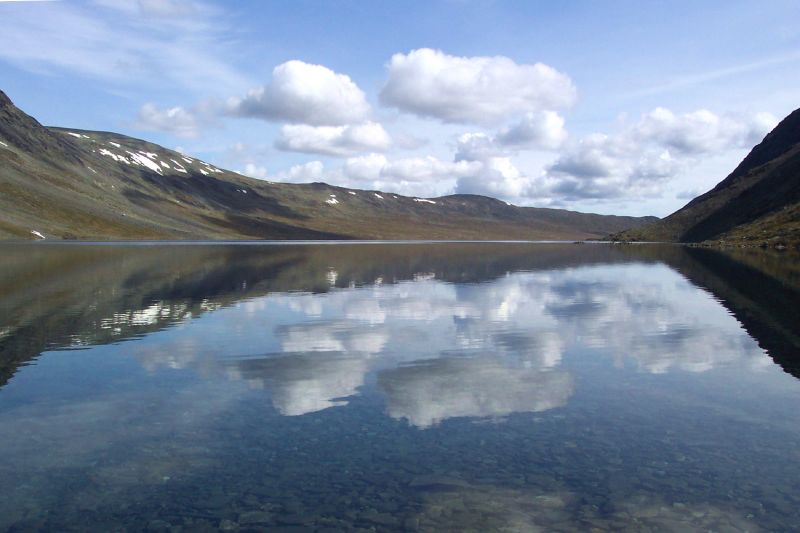
Het meer Bessvatnet